# Návrádi Ágoston
Návrádi Ágoston (Hunyadbojca, 1907. augusztus 20. – Arad, 1982. június 15.) erdélyi magyar pedagógus, pedagógiai író, szerkesztő.

## Életútja
Csíkszeredában végezte a tanítóképzőt, Lupényban, Petrozsényban, 1932-től Aradon tanított. Szerkesztette a Vasárnap időszaki gyermekmellékletét, a Kis Vasárnapot. Gondozásában jelent meg a Tanulók kis könyvtára című sorozat öt füzete (Arad, 1939–40). A Kölcsey Egyesület támogatásával diákokból megszervezte a Regösök Körét, s azt országos mozgalommá próbálta tenni. A dél-erdélyi viszonyok közt "regösei" a nagyenyedi Szövetkezés című szaklap Kicsi szövetkezők című gyermekrovatának munkatársai lettek. Tanítói működésének megszűnte (1950) után is folytatta pedagógiai és irodalmi munkásságát.
Első írása még tanítóképzős korában jelent meg a Csíki Lapokban. Didaktikai írásait a Zsilvölgyi Magyarság, Aradi Közlöny, Hírlap, Vasárnap, Szövetség közölte. Aradi írók munkáiból állította össze gyermekek részére az Őszi vetés (Arad, 1945) című gyűjteményt. Pedagógiai kísérletezéseire jellemző Aradon megjelent két füzete: A globális tanítási módszer alkalmazásának lehetőségei (1947) és a magánolvasmányokat megkönnyítő Gyerünk hát olvasni! (1948). Mikes Kelemen halálának 200. évfordulójára verses drámát szerzett: A szultán kenyerén (Czilling Antal zenéjével), ez a munka kéziratban rekedt. Úttörő volt az audiovizuális oktatás korszerűsítésében betűjátszó villamos reflektorok kísérleti alkalmazásával.